# 1949 في تركيا
فيما يلي قوائم الأحداث التي وقعت خلال عام 1949 في تركيا.

## سياسة

### انتهاء فترة المنصب
- 1 يناير – دايفيد كيلي سفير المملكة المتحدة لدى تركيا ‏.

## مواليد

### يناير
- 1 يناير – إبراهيم كايباكايا سياسي تركي.
- 1 يناير – خليل بازمان
- 1 يناير – سلمان أكبلت رياضياتي تركي.
- 14 يناير – الياس سلمان

### فبراير
- 20 فبراير – عدنان قهوجي سياسي تركي.
- 22 فبراير – مصطفى سعيد يازجي‌ أوغلي عالم مسلم وسياسي تركي ورئيسٌ سابق لمنظمة الشؤون الدينية التركية.
- 25 فبراير – سيفيل أتاسوي

### مارس
- 11 مارس – سيزمي باسكين ممثل تركي.
- 15 مارس – فيض الله قيقلك سياسي تركي.

### أبريل
- 4 أبريل – عبد الله أوجلان مؤسس وقائد حزب العمال الكردستاني.

### يونيو
- 22 يونيو – أيتاتش أرمان ممثل تركي.

### يوليو
- 15 يوليو – حلمي غولار سياسي تركي.

### نوفمبر
- 10 نوفمبر – مصطفى دنيزلي لاعب كرة قدم تركي.

## وفيات

### فبراير
- 6 فبراير – نجم الدين ملا خوجة طاش (مواليد 1875) سياسي عثماني ثم تركي.

### مارس
- 29 مارس – إحسان سغلام (مواليد 1876) سياسي عثماني ثم تركي.

### يونيو
- 5 يونيو – محمد برهان الدين أفندي (مواليد 1885)

### سبتمبر
- 29 سبتمبر – جمال بك كشمير (مواليد 1862) سياسي عثماني ثم تركي.

### نوفمبر
- 17 نوفمبر – صلاح الدين قنطار (مواليد 1878) صحفي تركي.